# ده خیر (اقلید)
ده خیر (اقلید)، روستایی از توابع بخش حسن‌آباد شهرستان اقلید در استان فارس ایران است.

## جمعیت
این روستا در دهستان حسن‌آباد قرار دارد و براساس سرشماری مرکز آمار ایران در سال ۱۳۸۵، جمعیت آن ۴۰۱ نفر (۷۸خانوار) بوده‌است.